# Satyendra Nath Bose
Satyendra Nath Bose (bengáli:সত্যেন্দ্রনাথ বসু , magyaros átírásban: Szatdzsendranáth Baszu, Kalkutta, 1894. január 1. – Kalkutta, 1974. február 4.) indiai fizikus, aki a fizika matematikai módszerekkel történő művelésére, kutatására specializálta magát.
A korai 1920-as években a kvantummechanika területén alkotott ismertebb  elméleteket. Ilyenek a Bose–Einstein-statisztika, a Bose–Einstein-kondenzáció és az úgynevezett Bose-gáz.
A Royal Society (Királyi Természettudományos Társaság) tagja volt, és Indiában a második legmagasabb  polgári érdemrendet (Padma Vibhushan) kapta 1954-ben.
A Bose–Einstein-statisztika szerint viselkedő részecskéket, a bozonokat, Paul Dirac javaslatára Bose-ról nevezték el.
Bose igen sokoldalú önképző tudós volt: a matematika, a fizika, a filozófia, az ásványtan, a művészetek (irodalom és zene) területére is kiterjedt az érdeklődése. India számos kutatási és fejlesztési bizottságában vett részt.